# La Mina, Jalisco
La Mina är en ort i Mexiko.   Den ligger i kommunen Tepatitlán de Morelos och delstaten Jalisco, i den centrala delen av landet, 400 km väster om huvudstaden Mexico City. La Mina ligger 1 896 meter över havet och antalet invånare är 161.
Terrängen runt La Mina är platt åt sydost, men åt nordväst är den kuperad. Runt La Mina är det ganska tätbefolkat, med 86 invånare per kvadratkilometer. Närmaste större samhälle är Tepatitlán de Morelos, 15,1 km söder om La Mina. I omgivningarna runt La Mina växer huvudsakligen savannskog.